# The Adventure of the Speckled Band
The Adventure of the Speckled Band est le dixième épisode de la série télévisée américaine d'anthologie Your Show Time (en), diffusé en 1949 sur le réseau NBC. Il s'agit d'une adaptation de la nouvelle L'Escarboucle bleue (The Adventure of the Speckled Band) d'Arthur Conan Doyle, mettant en scène le célèbre détective Sherlock Holmes.

## Synopsis
L'histoire suit Sherlock Holmes et son fidèle ami, le docteur Watson, alors qu'ils enquêtent sur la mort mystérieuse d'une jeune femme dans un vieux manoir anglais. Sa sœur, terrifiée, sollicite l'aide du détective résidant au 221B Baker Street, affirmant que la défunte avait murmuré les mots "bande mouchetée" avant de rendre l'âme...

## Fiche technique
- Titre original : The Adventure of the Speckled Band
- Série : Your Show Time (en)
- Réalisation : Sobey Martin
- Scénario : Walter Doniger, d'après la nouvelle Le Ruban moucheté d'Arthur Conan Doyle
- Direction artistique : Eugène Lourié
- Montage : Dann Cahn
- Production : Stanley Rubin
- Société de production : NBC
- Société de distribution : NBC
- Pays d’origine :  États-Unis
- Langue originale : anglais
- Format : noir et blanc — 35 mm — 1,33:1 — son Mono
- Genre : Film policier
- Durée : 27 minutes
- Date de sortie :  États-Unis : 25 mars 1949

## Distribution
- Arthur Shields : le libraire (présentateur de la série)
- Alan Napier : Sherlock Holmes
- Melville Cooper : Docteur Watson
- Evelyn Ankers : Helen Stoner
- Edgar Barrier : Grimesby Roylott
- Richard Fraser : John Armitage
- Gail Roberts : Jean Stoner